# Tanjakan (Rajeg)
Tanjakan is een bestuurslaag in het regentschap Tangerang van de provincie Banten, Indonesië. Tanjakan telt 5888 inwoners (volkstelling 2010).